# Praia de Campestre
Campestre é um praia brasileira localizada no município de Beberibe no estado do Ceará.